# Korkus
Els korkus (singular korku) són un poble aborigen de l'Índia, que viuen a Madhya Pradesh i Maharashtra. Segons el cens del 1901 eren 140.000 dels quals uns cent mil vivien a les llavors Províncies Centrals i la resta a Berar. Viuen sempre a l'oest de les muntanyes Satpura.
Korku vol dir "homes", ja que kor vol dir home i ku és una terminació de plural. Es pensa que són una branca dels korwes (singular korwa). Els rages korkus reclamen descendència rajput i diuen que van venir de Dharanagar, la moderna Ujjain, cosa que és una llegenda bramànica.
Tenen quatre divisions endogàmiques: Mowasis, Bawaries, Rumes i Bondoyes; les dues primeres són considerades de casta alta i les altres dues de casta baixa. Els mowasis viuen a Mowas, nom de la part occidental de les muntanyes Satpura, i vol dir "País agitat" nom que se li va donar perquè els korkus i feien saquejos i robatoris i que finalment va donar nom als korkus locals. Bawaries vol dir "el que viuen a Bhowargarh" a Betul. Cada divisió té 36 subgrups exogàmics que porten noms d'arbres o animals, però han oblidat què volen dir.
Generalment el matrimoni era arranjat pels pares i el cap de família cobrava una quantitat per donar a la noia (unes 50 rúpies al segle XIX). Les cerimònies de casament presenten diverses variacions segons el clan.
Les cerimònies de mort per l'ànima del difunt comporten l'enterrament i no s'observa cap dol però al cap d'uns dies els membres de la família arranjant el lloc d'enterrament i s'emporten una cúrcuma (una planta índia) que posen en una tassa i s'hi aboca aigua. Un tros es posa llavors a la tomba i la resta a la casa considerada residència dels avantpassats. Una segona cerimònia anomenada sedoli s'ha de fer una vegada durant els següents 15 anys.
Els korkus es consideren a si mateixos com hindús però tenen deïtats tribals pròpies entre les quals Dongar Deo, deu de les muntanyes, Mutha o Mutwa Deo, deu de les malalties, Kunwar Deo, deu del creixement dels fills, i altres. Els seus sacerdots s'anomenen bhumkes (bhumka), i de vegades és hereditari.
Físicament són musculosos, una mica més alts que els gonds, de color més fosc i són més bruts, però són honestos i simples. Generalment són molt pobres i molts porten encara menys robe que els gonds, que es consideren més civilitzats.
La llengua korku és de la família de llengües mundaris i el 1901 la parlaven prop de 90.000 persones, dos terços a les Províncies Centrals. Vers el 60% del poble korku parlava la seva llengua però això no ha parat de retrocedir. No obstant a causa del gran creixement demogràfic de la segona meitat del segle XX avui dia parlen korku unes 478.000 persones en total principalment a quatre districtes del sud de Madhya Pradesh (Khandwa, Harda, Betul, Hoshangabad) i tres del nord de Maharashtra (Amravati, Buldana, Akola). Els sustantius poden tenir qualsevol gènere (masculí, femení i neutre) i els adjectius són posats darrere els sustantius als quals qualifiquen. La llengua no obstant està sent substituïda per l'hindi.

## Korkus de Melghat
Els korkus del Melghat (a Maharashtra) eren considerats una de les branques dels kols, ja que la seva llengua era molt similar a la llengua de kols i santals. Els korkus eren una mica més alts que els gonds i més musculosos però menys atractius físicament. Adoraven a Mahadeo i altres deus hindús i als seus ancestres pare i mare; celebren una cerimònia anomenada phuljagni pel descans dels esperits dels morts; el sacerdot del poble es considera que pot allunyar malalties i curar-les i pot defensar al poble dels animals salvatges; la creença en poders màgics i sobrenaturals és general; quan un korku es mor, una llosa de fusta sagrada es posa al cementiri del poble. El cens del 1881 va donar 28.450 korkus al Berar dels que 26.000 vivien al Melghat. Quan van arribar van trobar als nihals en possessió del Melghat, però aquests gradualment van esdevenir una mena de servidors dels korkus; amb els temps els nihals van oblidar la seva llengua i el nihali quasi s'havia perdut entre els joves el 1900; no obstant les relacions entre nihals i korkus eren bones. Els nihals i korkus fumen junts però quan s'asseuen els korkus gaudeixen de les millors posicions.